# Inchy-en-Artois
Inchy-en-Artois és un municipi francès situat al departament del Pas de Calais i a la regió dels Alts de França. L'any 2007 tenia 550 habitants.

## Demografia

### Població
El 2007 la població de fet d'Inchy-en-Artois era de 550 persones. Hi havia 212 famílies de les quals 54 eren unipersonals (23 homes vivint sols i 31 dones vivint soles), 58 parelles sense fills, 85 parelles amb fills i 15 famílies monoparentals amb fills.
La població ha evolucionat segons el següent gràfic:
Habitants censats

### Habitatges
El 2007 hi havia 229 habitatges, 218 eren l'habitatge principal de la família, 1 era una segona residència i 10 estaven desocupats. 225 eren cases i 4 eren apartaments. Dels 218 habitatges principals, 157 estaven ocupats pels seus propietaris, 59 estaven llogats i ocupats pels llogaters i 2 estaven cedits a títol gratuït; 1 tenia una cambra, 5 en tenien dues, 15 en tenien tres, 34 en tenien quatre i 163 en tenien cinc o més. 173 habitatges disposaven pel capbaix d'una plaça de pàrquing. A 98 habitatges hi havia un automòbil i a 89 n'hi havia dos o més.

### Piràmide de població
La piràmide de població per edats i sexe el 2009 era:
| Homes | Edats   | Dones |
| ----- | ------- | ----- |
| 0     | 95 o +  | 0     |
| 0     | 90 a 94 | 0     |
| 0     | 85 a 89 | 8     |
| 0     | 80 a 84 | 8     |
| 16    | 75 a 79 | 16    |
| 8     | 70 a 74 | 16    |
| 12    | 65 a 69 | 16    |
| 20    | 60 a 64 | 8     |
| 12    | 55 a 59 | 24    |
| 8     | 50 a 54 | 12    |
| 20    | 45 a 49 | 12    |
| 24    | 40 a 44 | 12    |
| 8     | 35 a 39 | 24    |
| 32    | 30 a 34 | 12    |
| 16    | 25 a 29 | 28    |
| 20    | 20 a 24 | 4     |
| 20    | 15 a 19 | 4     |
| 28    | 10 a 14 | 16    |
| 24    | 5 a 9   | 8     |
| 16    | 0 a 4   | 24    |

## Economia
El 2007 la població en edat de treballar era de 359 persones, 263 eren actives i 96 eren inactives. De les 263 persones actives 235 estaven ocupades (131 homes i 104 dones) i 29 estaven aturades (13 homes i 16 dones). De les 96 persones inactives 25 estaven jubilades, 35 estaven estudiant i 36 estaven classificades com a «altres inactius».

### Ingressos
El 2009 a Inchy-en-Artois hi havia 240 unitats fiscals que integraven 634,5 persones, la mediana anual d'ingressos fiscals per persona era de 16.443 €.

### Activitats econòmiques
Dels 24 establiments que hi havia el 2007, 1 era d'una empresa de fabricació d'altres productes industrials, 2 d'empreses de construcció, 4 d'empreses de comerç i reparació d'automòbils, 3 d'empreses de transport, 2 d'empreses d'hostatgeria i restauració, 2 d'empreses financeres, 7 d'empreses de serveis, 2 d'entitats de l'administració pública i 1 d'una empresa classificada com a «altres activitats de serveis».
Dels 8 establiments de servei als particulars que hi havia el 2009, 1 era una oficina de correu, 1 taller de reparació d'automòbils i de material agrícola, 1 paleta, 1 lampisteria, 1 perruqueria, 2 veterinaris i 1 restaurant.
L'any 2000 a Inchy-en-Artois hi havia 19 explotacions agrícoles que ocupaven un total de 650 hectàrees.

## Equipaments sanitaris i escolars
El 2009 hi havia una escola elemental integrada dins d'un grup escolar amb les comunes properes formant una escola dispersa.

## Poblacions més properes
El següent diagrama mostra les poblacions més properes.